# اکسیژن (ای‌پی آستین ماهون)
اکسیژن (به انگلیسی: Oxygen) چهارمین آلبوم چندآهنگه از خواننده-ترانه‌نویس اهل ایالات متحده آمریکا آستین ماهون است، که در ۱۶ مه ۲۰۱۸ توسط یونیورسال میوزیک ژاپن منتشر شد.

## فهرست قطعه
| سی‌دی       | سی‌دی                         | سی‌دی  |
| شماره      | نام                          | مدت   |
| ---------- | ---------------------------- | ----- |
| ۱.         | «اکسیژن»                     | ۳:۰۹  |
| ۲.         | «در راه من»                  | ۳:۵۳  |
| ۳.         | «خیلی خوب»                   | ۲:۵۳  |
| ۴.         | «سلام کن» (featuring Codeko) | ۳:۲۷  |
| مجموع مدت: | مجموع مدت:                   | ۱۳:۲۲ |

## تاریخچه انتشار
| منطقه | زمان       | فرمت           | منا.        |
| ----- | ---------- | -------------- | ----------- |
| ژاپن  | ۱۶ مه ۲۰۱۸ | دانلود دیجیتال | [ ۱ ] [ ۲ ] |